# 古尔克
古尔克是奥地利克恩顿州格兰河畔圣法伊特县的一个市镇。总面积39.67平方公里，总人口1281人，人口密度32.3人/平方公里（2011年）。